# اسقف‌نشینی پواتیه کاتولیک رومی
اسقف‌نشینی پواتیه کاتولیک رومی (انگلیسی: Roman Catholic Archdiocese of Poitiers) یک اسقف‌نشین کلیسای لاتین کلیسای کاتولیک در فرانسه است. مقر اسقف در شهر پواتیه است.